# Annelies Van Loock
Annelies Van Loock, née le 10 juin 1993, est une joueuse de football internationale belge évoluant au poste de défenseure.

## Biographie
Annelies Van Loock commence sa carrière au KFC Lennik puis est transférée au RSC Anderlecht, ensuite elle joue au Royal Anvers FC en 2013-2014. De 2014 à 2016, elle évolue au Standard de Liège. 
En 2016, elle part au K Kontich FC en D1.

## Palmarès
- Championne de Belgique en 2016 avec le Standard de Liège
- Vainqueur de la BeNe Ligue en 2015 avec le Standard de Liège
- Vainqueur de la Coupe de Belgique en 2013 avec le RSC Anderlecht